# Undre hålvenen

11 är undre hålvenen

Undre hålvenen (lat. vena cava inferior) är en av hjärtats vener. Undre hålvenen samlar upp blod från benen, bäckenet samt buken och mynnar i högra förmakets nedre del.